# Emirates Towers
El complejo Emirates Towers alberga la Emirates Tower One y la Emirates Tower Two . Las dos torres se elevan a 355 metros y 309 metros, respectivamente. Están unidas por un complejo de dos plantas de 9 000 m² de venta al por menor conocido como "El Boulevard". El complejo Emirates Towers está ubicado en la Sheikh Zayed Road y es un símbolo de la ciudad de Dubái. 
Una curiosidad del diseño es que las torres tienen un número similar de plantas, la mayor de las torres en realidad contiene 54 plantas, mientras que la torre del hotel contiene 56 plantas. Esto se debe a las alturas de piso individual de la torre de oficinas es mayor que la del hotel. 
El complejo Emirates Towers consta de más de 570 000 m² de jardines, con lagos, cascadas y áreas de descanso público. Existe estacionamiento espacio para hasta 1 800 automóviles. 